# خفاش بال‌سفید
خفاش بال‌سفید یا خفاش کول (نام علمی: 'Pipistrellus kuhlii') گونه‌ای خفاش است که در بخش‌های گسترده‌ای از اروپا، شمال آفریقا، منطقه بالکان، خاورمیانه، و آسیای مرکزی زندگی می‌کند. در ایران، این خفاش به جز در بخش‌های مرکزی کویری و شمالی (خراسان)، در همه بخش‌های دیگر یافت می‌شود.
این خفاش دارای گوشکی هلالی‌شکل است که از نصف طول گوش کوتاه‌تر است. دندان‌های فکی او بسیار کوچکند و از بیرون به سختی دیده می‌شوند. دم خفاش بال‌سفید به وسیله پرده دمی پوشیده شده ولی مهره آخر دم به طور مشخص بیرون است. رنگ موهای پشت، قهوه‌ای و موهای سطح شکم روشن‌تر است. در لبه پرده‌های بالی و دمی حاشیة سفید رنگی دیده می‌شود.
طول سر و تنه این پستاندار ۴۰ تا ۵۱ میلی‌متر است و اندازه دم میان ۳۰ تا ۴۰ میلی‌متر. وزن او نیز به گونه معمول میان ۵ تا ۱۰ گرم است.